# Sechs Millionen
Sechs Millionen war eine sechsteilige Mini-Fernsehserie des ZDF aus dem Jahr 1978. Wechselnde Darsteller thematisierten in den einzelnen Episoden mit jeweils abgeschlossener Handlung soziale Missstände in Deutschland. Im Anschluss an jede Folge diskutierten Politiker und Kirchenvertreter im Studio über Lösungsmöglichkeiten. Der Titel Sechs Millionen bezog sich auf die Zahl derjenigen Personen mit einem Einkommen unterhalb der Bedarfssätze der Sozialhilfe. Die Sendung wurde alle 14 Tage samstags um 17:55h ausgestrahlt.

## Episodenübersicht
| Folgen-Nr. | Titel                          | Erstausstrahlung   | Regie             | Drehbuch          | Kamera           |
| ---------- | ------------------------------ | ------------------ | ----------------- | ----------------- | ---------------- |
| 1.         | Die neue Armut der Lucie F.    | 30. September 1978 | Wolfgang Kirchner | Wolfgang Kirchner | Reginald Naumann |
| 2.         | Die neue Armut der Wilhelm St. | 7. Oktober 1978    | Gerd Oelschlegel  | Gerd Oelschlegel  | Jürgen Grundmann |
| 3.         | Die neue Armut der Familie B.  | 21. Oktober 1978   | Wolfgang Kirchner | Wolfgang Kirchner | Reginald Naumann |
| 4.         | Die neue Armut der Stefanie S. | 4. November 1978   | Jürgen Haase      | Erwin Keusch      | Jürgen Grundmann |
| 5.         | Die neue Armut des Konrad B.   | 18. November 1978  | Gerd Oelschlegel  | Gerd Oelschlegel  | Jürgen Grundmann |
| 6.         | Die neue Armut der Familie S.  | 2. Dezember 1978   | Jürgen Haase      | Renke Korn        | Jürgen Grundmann |